# HD 96700
HD 96700，又名CD-29 8875，SAO 179558、HR 4328，是一颗恒星，视星等为6.54，位于銀經277.74，銀緯27.59，其B1900.0坐标为赤經11h 3m 9s，赤緯-29° 27.59′ 47″。